# Прикордонні битви (1941)

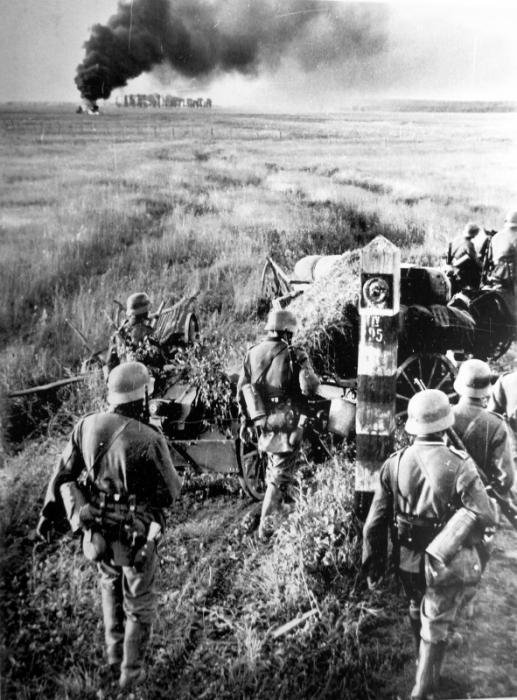
Війська вермахту переходять державний кордон СРСР 22 червня 1941 року

Прикордонні битви (22–29 червня 1941) — бойові дії радянських військ прикриття і прикордонних військ в прикордонних районах СРСР на території Литви, Західної Білорусі та Західної України проти військ Вермахту під час Другої світової війни.
Західні кордони СРСР з Німеччиною прикривали особливі Прибалтійський (командувач генерал-полковник Ф. І. Кузнєцов), Західний (командувач генерал армії Д. Г. Павлов), Київський (командувач генерал-полковник М. П. Кирпонос) військові округи, перетворені в перший день війни в Північно-Західний, Західний і Південно-Західний фронти.

## Північний напрямок
Проти Північно-Західного фронту радянських військ діяли дві німецькі танкові групи: 4-та танкова група групи армій «Північ» в напрямку на Даугавпілс та 3-тя танкова група групи армій «Центр» у вільнюському напрямку.
Спроба командування Північно-Західного фронту 23 червня провести контрудар силами двох механізованих корпусів (майже 1000 танків) в районі міста Расейняй закінчилася поразкою і 25 червня було прийняте рішення відійти за Західну Двіну. 26 червня німецьким військам вдалось форсувати річку в районі Даугавпілса, а 2 липня — в районі Єкабпілса. 1 липня 18-та німецька армія зайняла Ригу та увійшла на територію південної Естонії.
Тим часом 3-тя танкова група Вермахту 23 червня розбила 5-ту танкову дивізію 11-ї радянської армії в районі Алітуса, 24 червня зайняла Вільнюс та вийшла в тил Західного фронту.

## Центральний напрямок
Флангові армії Західного фронту (3-тя армія в районі Гродно та 4-та — в районі Берестя) зазнали значних втрат вже в перший день війни. До 25 червня 4-та радянська армія була змушена відійти в глиб території на відстань до 200 км. На гродненському напрямку 23 червня силами 6-го і 11-го механізованих та 6-го кавалерійського корпусів, а також частини 3-ї армії була здійснена спроба провести контрнаступ, однак виділені для удару сили не встигли сконцентруватись у визначених районах і одночасного наступу не вийшло. Після дводенних боїв 25 червня Ставка ВГК дозволила відступ військ до Мінського та Слуцького укріпрайонів.
28 червня 1941 року німецькі війська оволоділи Мінськом та замкнули кільце оточення, у якому опинилися основні сили Західного фронту. 30 червня генерал армії Д. Г. Павлов був відсторонений від командування Західним фронтом, а 4 липня за вироком військового трибуналу — розстріляний.

## Південний напрямок

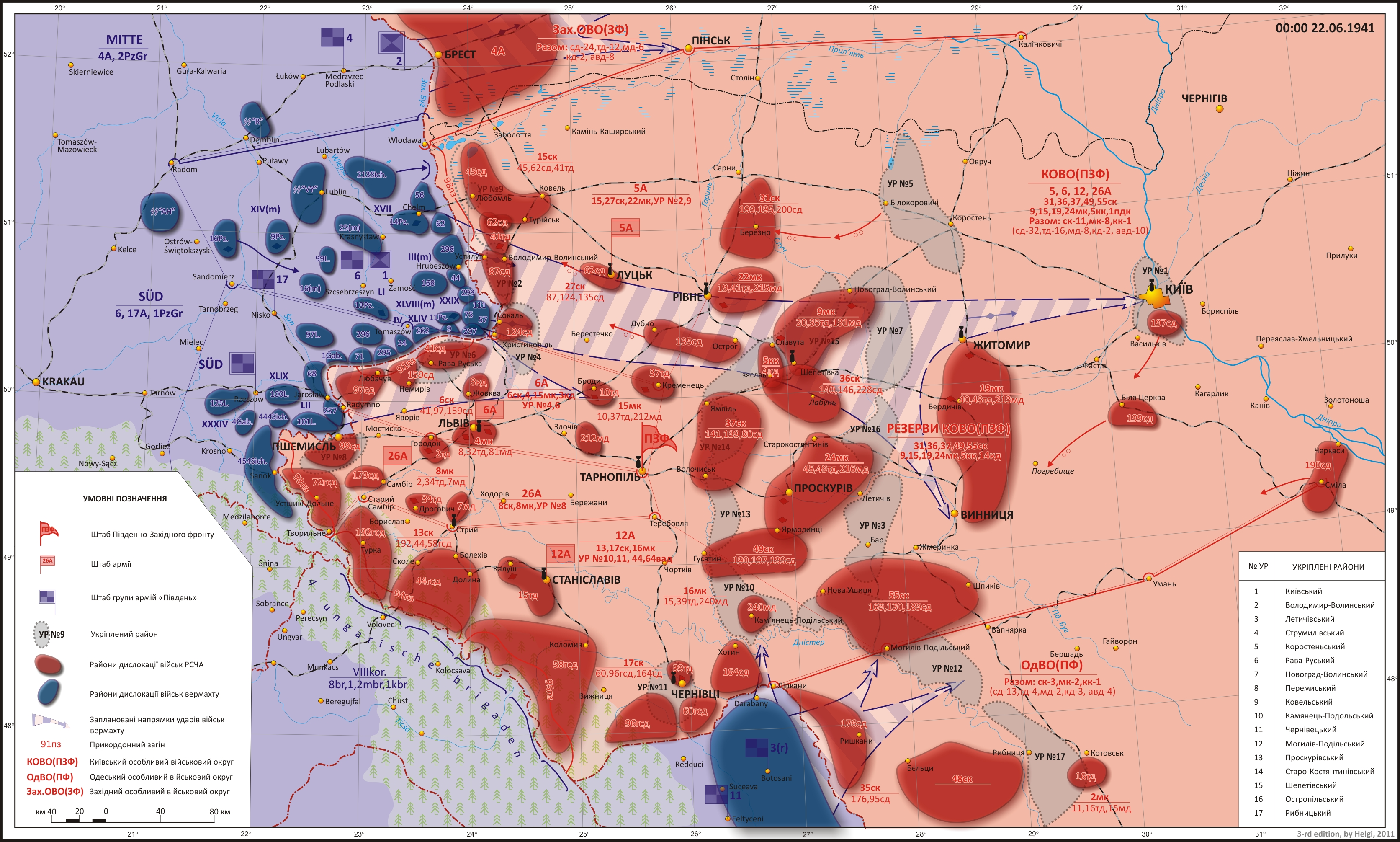
Оперативна карта розташування сил сторін у смузі ПЗФ і напрямки запланованих ударів військ Вермахту, станом на ніч 22 червня 1941 року

На південному напрямку Червона Армія мала найсильніше угрупування, тому військові успіхи Вермахту тут були меншими, ніж на інших ділянках фронту. З 23 по 26 червня спочатку авіація, а потім кораблі Чорноморського флоту завдали відчутних ударів по румунських містах Суліна і Констанца.
24 червня в районі трикутника Дубно — Луцьк — Броди війська Південно-Західного фронту силами п'яти механізованих корпусів вчинили спробу зупинити просування 1-ї танкової групи німців. В танковій битві брало участь близько 3200 танків з обох боків. І хоча війська Червоної Армії зазнали поразки, однак затримали німецький наступ на тиждень та не дозволили відрізати львівське угруповання радянських військ.